# Procopius affinis
Procopius affinis là một loài nhện trong họ Corinnidae.
Loài này thuộc chi Procopius. Procopius affinis được Roger de Lessert miêu tả năm 1946.